# Neocrossidius
Neocrossidius is een kevergeslacht uit de familie van de boktorren (Cerambycidae). De wetenschappelijke naam van het geslacht werd voor het eerst geldig gepubliceerd in 1959 door Chemsak.

## Soorten
Neocrossidius is monotypisch en omvat slechts de volgende soort:
- Neocrossidius trivittatus (Bates, 1880)